# 平晏
平晏（？—20年），西汉、新朝大臣，梁国下邑，後爲平陵人，父為平当。 

## 生平
平晏為王莽心腹，元寿二年（前1年），漢平帝即位，平晏為尚書令、長樂少府。元始五年（5年）閏月、封防鄉侯，領有千戶。同年十二月，升任大司徒。
始建国元年（9年），王莽建立新朝，封平晏就新公，任命為太傅。太傅平晏、太師王舜、国師劉歆、国将哀章號稱四輔。平晏兼任領尚書事。始建国二年（10年），平晏為左伯。
天鳳元年（14年），王莽派遣平晏與大司空王邑去洛陽，選定宗廟、社稷、郊兆之地。同年三月，解除其領尚書事的兼任。地皇元年（20年），平晏在太傅位上去世。